# Highland Heights (Kentucky)
Highland Heights es una ciudad ubicada en el condado de Campbell en el estado estadounidense de Kentucky. En el Censo de 2010 tenía una población de 6923 habitantes y una densidad poblacional de 1.032,44 personas por km².

## Geografía
Highland Heights se encuentra ubicada en las coordenadas 39°2′8″N 84°27′24″O / 39.03556, -84.45667. Según la Oficina del Censo de los Estados Unidos, Highland Heights tiene una superficie total de 6.71 km², de la cual 6.71 km² corresponden a tierra firme y (0%) 0 km² es agua.

## Demografía
Según el censo de 2010, había 6923 personas residiendo en Highland Heights. La densidad de población era de 1.032,44 hab./km². De los 6923 habitantes, Highland Heights estaba compuesto por el 90.78% blancos, el 5.01% eran afroamericanos, el 0.2% eran amerindios, el 1.95% eran asiáticos, el 0.01% eran isleños del Pacífico, el 0.48% eran de otras razas y el 1.56% pertenecían a dos o más razas. Del total de la población el 1.07% eran hispanos o latinos de cualquier raza.